# Suraphol Sombatcharoen

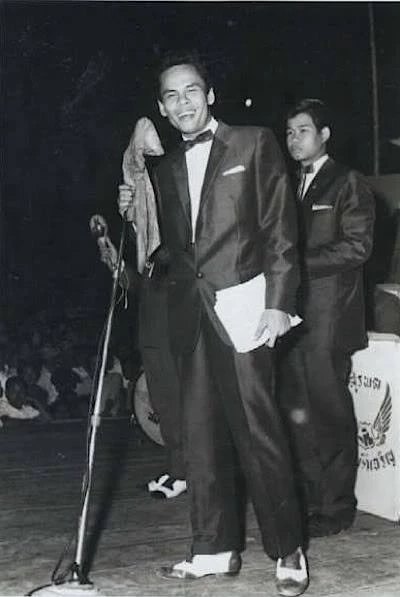

Suraphol Sombatcharoen (Thai: สุรพล สมบัติเจริญ, * 27. September 1930 – 1968 in Provinz Suphanburi, Thailand) war ein Luk-Thung-Sänger in Thailand.

## Alben (Auswahl)
- Khong Plom
- Siaw Sai
- Sae See Ai Lue Jek Nung
- Yik Tao Loe Sua
- Luem Mai Long
- Duean Ngai Thee Rim Khong
- Pa Sang
- Sip Hok Pee Hang Kwam Lang